# Стєкольний
Стєкольний (рос. Стекольный) — селище міського типу Хасинського району Магаданської області Російської Федерації.

## Географія
Стєкольний розташований на 68-му км Колимської траси на річці Кадикчан, недалеко від впадіння її у річку Хасин. 
Відстань до районного центру Палатка — 10 км, обласного центру міста Магадан — 68 км.

## Топонім
Назва смт Стєкольний походить від склозаводу, який був побудований в'язнями Маглагу в 1941 році.

## Клімат
У Стєкольному клімат суворий субарктичний клімат. Зима тривала, літо прохолодне. Середня температура січня від -19 °С до -23 °C, у липні від  +12 °C до +16 °C. 
Річна сума опадів — 300-600 мм. Вегетаційний період не більше 100 днів. 
| Клімат Стєкольний       | Клімат Стєкольний | Клімат Стєкольний | Клімат Стєкольний | Клімат Стєкольний | Клімат Стєкольний | Клімат Стєкольний | Клімат Стєкольний | Клімат Стєкольний | Клімат Стєкольний | Клімат Стєкольний | Клімат Стєкольний | Клімат Стєкольний | Клімат Стєкольний |
| Показник                | Січ.              | Лют.              | Бер.              | Квіт.             | Трав.             | Черв.             | Лип.              | Серп.             | Вер.              | Жовт.             | Лист.             | Груд.             |                   |
| Середній максимум, °C   | −18,6             | −16,2             | −10,9             | −3,4              | 4                 | 10,6              | 14                | 13,9              | 8,9               | −1,3              | −12,2             | −16,9             |                   |
| Середня температура, °C | −21,1             | −19,1             | −14               | −7,2              | 1                 | 7,2               | 14                | 10,8              | 6                 | −4                | −14,6             | −19,1             |                   |
| Середній мінімум, °C    | −23,5             | −22               | −18,9             | −10,9             | −1,9              | 3,9               | 8                 | 7,8               | 3,2               | −6,7              | −17               | −21,3             |                   |
| Днів з опадами          | 15                | 12                | 7                 | 19                | 34                | 47                | 62                | 65                | 62                | 53                | 34                | 19                |                   |
| ----------------------- | ----------------- | ----------------- | ----------------- | ----------------- | ----------------- | ----------------- | ----------------- | ----------------- | ----------------- | ----------------- | ----------------- | ----------------- | ----------------- |

## Історія
Поблизу сучасного смт існував окремий табірний підрозділ «Стєкольний», який входив до складу Маглагу та діяв у 1939–1940 роках на ділянці 72-й км Колимської траси. У серпні 1941 року силами ув'язнених почалося будівництво склозаводу, та селища Стєкольний на 68-му км. Колимської траси. Склозавод почав працювати у лютому 1942 року, працювали на ньому в'язні. У 1944 році завод перебував у системі Північного гірничопромислового управління Дальбуду. Згодом — Магаданський скляний завод, закритий у 2010-х роках.
В'язнями окремого табірного підрозділу «Стєкольний» були українські дисиденти Василь Січко та Петро Січко.
У 1966 році Стєкольний був адміністративним центром однойменної селищної ради, куди входили також села Хасин та Агробаза.
28 грудня 2004 року було створено муніципальне утворення «Міське поселення „селище Стєкольний”». 1 травня 2015 року міська поселення «селище Стєкольний» увійшло до складу муніципального утворення «Хасинський міської округ» з адміністративним центром у селищі Палатка.
У смт Стєкольний розташована Геофізична обсерваторія РАН «Магадан».

## Населення
| 1959 | 1970  | 1979  | 1989  | 2002  | 2004  | 2005  | 2006  | 2007  | 2008  | 2009  | 2010  | 2012  | 2013  | 2014  | 2015  | 2016  | 2017  | 2018  |
| 3760 | ↘3020 | ↗4164 | ↗4843 | ↘2260 | ↗2270 | ↘2156 | ↘2110 | ↘2079 | ↘2044 | ↘2029 | ↘2023 | ↘2001 | ↘1985 | ↗2034 | ↘2027 | ↘1993 | ↘1839 | ↘1749 |

## Інфраструктура
- Професійне училище № 12
- Середня загальноосвітня школа
- Дитяча школа мистецтв
- Дитячий садок «Світлячок»
- Ясла-садок «Чєрьомушка»
- Будинок культури
- Магаданський обласний дитячий протитуберкульозний санаторій
- Амбулаторія Хасинської районної лікарні